# 西南证券
西南证券（深交所：600369），成立于1999年，是一家注册地在重庆的全国综合性证券公司，经营证券经纪、证券承销保荐及财务顾问、证券自营、资产管理、融资融券、证券投资基金代销等业务。办公地点在中国重庆市江北区桥北苑8号西南证券大厦。
2009年2月26日，西南证券在上海证券交易所挂牌上市，是重庆第一家A股上市金融机构。公司在北京、上海、深圳、成都、重庆5地设有投资银行业务部。

## 历史
2003年后，重庆市委黄奇帆等人成立重庆渝富集团，并任用重庆市国资委担任副主任廖庆轩出任首任董事长，对重庆市国有资产进行重组。2005年，重庆渝富集团斥资3亿元入股西南证券，并谋求上市。2006年，中国证监会批复西南证券的增资扩股方案，同意中国建银投资有限责任公司和重庆渝富资产经营管理有限公司增资11.9亿元和3亿元，使西南证券注册资本达到23.36亿元。中国建银投注资11.9亿元，获西南证券50.9%股权，另外，还向西南证券提供8.1亿元的流动性借款。西南证券成为中国第一家纳入中央政府注资的地方证券公司。
2008年，重庆渝富集团从中国建银投资公司手中斥资9.59亿元受让西南证券，成为控股股东。2009年2月26日，连续两年亏损的重庆长江水运股份有限公司（*ST长运）在进行资产置换后，正式更名为“西南证券股份有限公司”（西南证券），2001年1月上市的航运企业正式退出。2010年9月，西南证券实施首次非公开发行股本，向8家企业以14.33元/股发行了4.187亿股，募集了60亿元。其中，重庆润江基础设施投资公司、重庆市江北嘴中央商务区开发投资有限公司、重庆高速公路集团、重庆城市建设投资集团公司和重庆水利投资集团公司等5家重庆国企成为主力。
但是西南证券上市后风波不断，2011年，重庆市人大代表、重庆同创置业集团创始人、总裁张明渝曾实名举报西南证券董事长翁振杰“涉黑”。2012年8月17日，董事长翁振杰、党委书记兼副董事长王华刚辞职；而由重庆市金融办公室主任罗广继任。但未过多久，2012年11月，重庆官场不雅照事件爆发，其中西南证券董事长罗广涉案，并在2013年1月被罢免职位。次月，崔坚被提名为西南证券董事长。
2013年10月，西南证券原副总裁、证券投资管理部总经理季敏波涉“老鼠仓”案受审；西南证券也被查出证劵从业人员违规炒股一度非常普遍。2010年时内部调查发现，大概70%的员工都有操作记录。2014年，重庆渝富在董事长李剑铭（重庆市国资委原副主任、重庆建工集团原董事长，重庆市国资委主任崔坚的前部下）安排下，减持西南证券。
2016年1月19日，重庆市国资委原主任廖庆轩出任西南证券党委书记、董事长。然而西南证券陷入到更大的争议中：2016年6月，西南证券因大有能源被立案调查，当时*ST兴业、润邦股份、雷曼股份、华力创通、真视通、诚益通、鞍重股份和高鸿股份等8家上市公司的并购重组申请被证监会暂停审核。
2017年3月19日，因九好集团与鞍重股份的重组案中存在大量虚假记载，西南证券再次收到证监会立案调查通知，其正在进行的投行项目被暂停；其中包括18个项目，包括立方制药、湖南盐业等IPO；再融资项目广汇能源、康恩贝等六家，以及真视通和华力创通两家并购重组。
2021年7月24日，中国证券监督管理委员会发布《2021年证券公司分类结果》，其中西南证券被评为A级，较2020年的BBB级有所提升。